# Paul Majunke
Paul Majunke (14 de julho de 1842, Silésia, Polónia - 21 de maio de 1899, Hochkirch, Alemanha) foi um padre católico, jornalista e deputado do Reichstag.